# 済州夫氏
済州夫氏（チェジュブし、さいしゅうぶし、朝鮮語: 제주 부씨）は、朝鮮の氏族。本貫は済州特別自治道。2015年の韓国の調査によると、10,222人がいる。始祖は、三姓神話に伝わる耽羅国の建国者である高乙那、良乙那、夫乙那の三神人のうちの夫乙那。

## 概要
『高麗史』地理志に引用された『古記（朝鮮語: 고기）』によると、太古、済州島の漢拏山の北山麓の毛興穴から、高乙那、良乙那、夫乙那の三神人が湧き出てきた。三神人は、狩りをしながら暮らしていたが、ある日、済州島の東海岸に日本国から流れてきた木箱が漂着した。木箱には、三人の日本国王の娘、牛、馬、五穀の種が入っていた。良乙那、高乙那、夫乙那の三神人は、それぞれ日本国王の娘を配偶者とし、農業を営み、家畜を育てて子孫は栄えた。その後、良乙那、高乙那、夫乙那の三神人の十五世の孫三人が新羅に朝貢し、「星主」「星子」「都内」という称号を授与された。この高乙那、良乙那、夫乙那の三神人の末裔とされるのが済州高氏、済州梁氏、済州夫氏の人々である。

## 行列字
| ○世孫  | 16       | 17       | 18       | 19       | 20       | 21       |
| ------ | -------- | -------- | -------- | -------- | -------- | -------- |
| 行列字 | 종（宗） | 계（啓） | 빈（彬） | 재（載） | 석（錫） | 두（斗） |

## 集姓村
- 済州道北済州郡旧左面坪岱里
- 済州道北済州郡旧左面下道里
- 済州道北済州郡旧左面上道里
- 済州道南済州郡城山邑始興里
- 済州道西帰浦市東烘洞
- 済州道西帰浦市吐坪洞[4]